# Johann Kollowrat

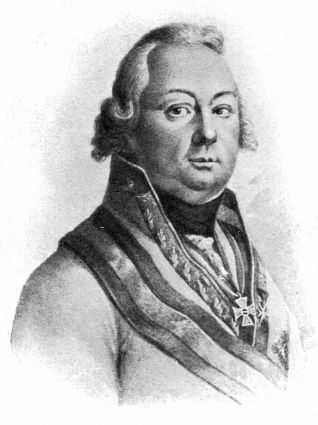
Johann Kolowrat

Johann Karl Graf von Kollowrat-Krakowsky (Praag, 21 december 1748 – aldaar, 5 juni 1816) was een Oostenrijks veldmaarschalk.

## Beginjaren
Kollowrat nam in 1766 dienst in het Oostenrijks leger. Twee jaar later werd hij kapitein. In 1778-1779 vocht hij tegen de Pruisen in de Beierse Successieoorlog en werd majoor. In 1786 werd hij luitenant-kolonel. In de Turkenoorlog van 1787-1791 werd hij kolonel en bevelhebber over het 19e regiment Alvinczi. Hij raakte gewond te Belgrado en werd generaal-majoor op 9 oktober 1789.

## Servië
In 1791 volgde hij graaf George Olivier van Wallis op als commandant van de Habsburgse strijdkrachten in Servië volgens het verdrag van Sistova.

## Kehl
In 1792 kreeg Kollowrat het bevel over het 2e regiment artillerie en vocht hij in de Eerste Coalitieoorlog. In 1795 diende hij onder de graaf van Clerfayt. Keizer Frans II benoemde hem op 4 maart 1796 tot luitenant-generaal. Hij beval de artillerie in de belegering van Kehl in 1796.

## Hohenlinden
In de Slag bij Hohenlinden reed de bevelvoerder aartshertog Johan van Oostenrijk mee met de colonne van 22000 Oostenrijkers en Beiers onder Kollowrat.
Voor Kollowrat het dichte woud verliet, had Jean Victor Marie Moreau de voorhoede al in een hinderlaag gelokt. Omdat zijn colonne de hoofdweg volgde en de colonnes ernaast achterop liepen door slechte wegen en sneeuw, raakte Kollowrat ingesloten.

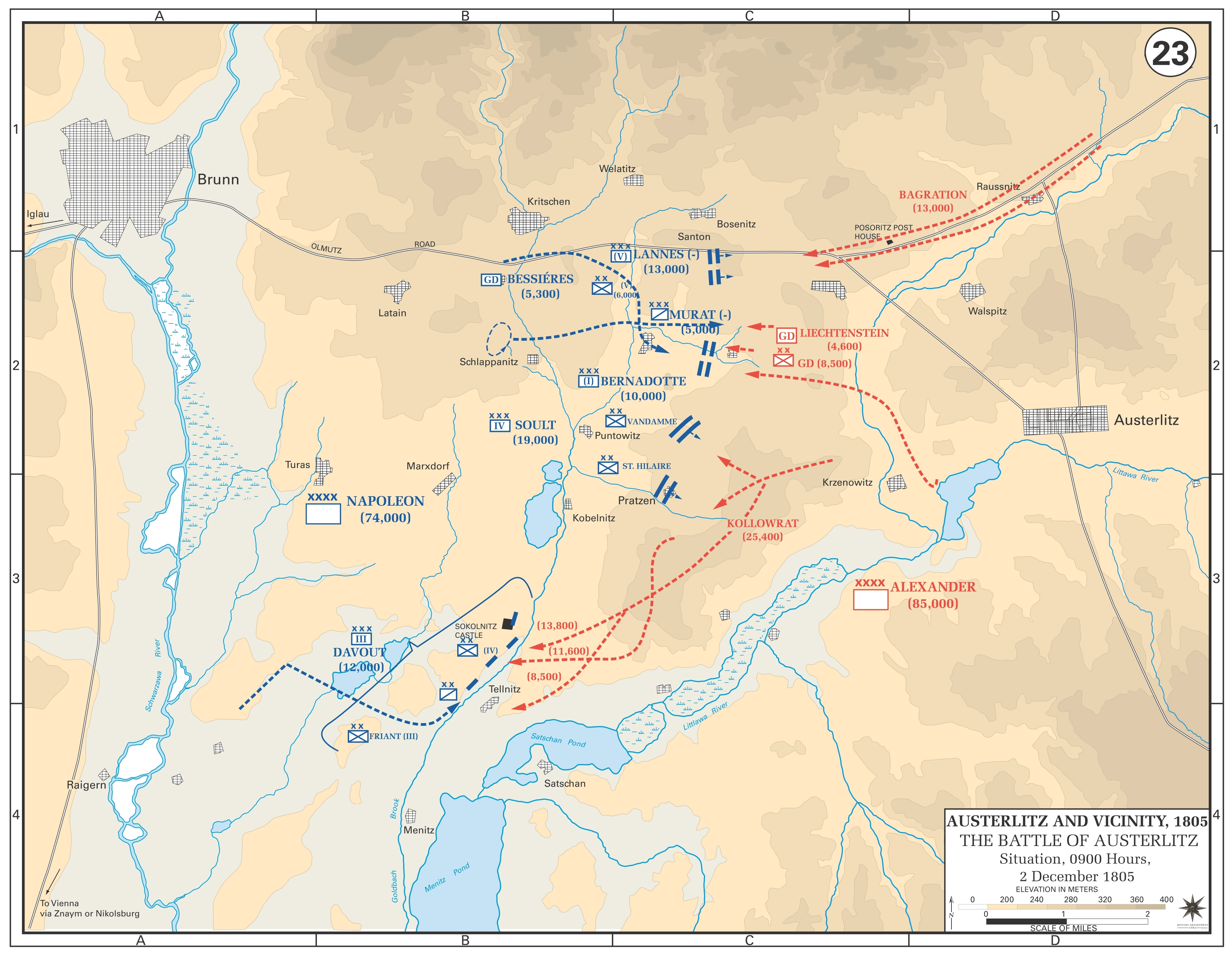
Kollowrat vocht midden in de Slag bij Austerlitz

## Austerlitz
In 1801 kreeg hij het bevel over het 36e infanterieregiment. In 1805 leidde hij de 4e colonne van 25400 Oostenrijkers in de Slag bij Austerlitz. Hij marcheerde over het plateau van Prace en raakte in de hoofdaanval van Napoleon Bonaparte. Maarschalk Nicolas Jean-de-Dieu Soult brak door de linie van Kolowrat en joeg ze van het slagveld.

## Eckmühl
In 1809 leidde Kollowrat het 2e korps tijdens de Slag bij Eckmühl ten noorden van de Donau zodat ze niet vochten. Hij kreeg bevel over het 3e korps, maar miste de slag bij Aspern-Essling.

## Wagram
Op de tweede dag van de Slag bij Wagram stuurde aartshertog Karel van Oostenrijk-Teschen de korpsen van Kollowrat en Johann von Klenau in de aanval tegen de Franse linkerflank. Napoleon stopte het trage 3e korps met een cavalerie charge. Ondertussen bracht de Franse artillerie een batterij van 112 kanonnen in stelling. Toen die het vuur openden, was het 3e korps uiteengeslagen.
Dan stuurde Napoleon Etienne-Jacques-Joseph-Alexandre MacDonald in de aanval tegen de verbinding tussen het 3e korps en het 1e reservekorps van Johannes I Jozef van Liechtenstein. Ondertussen hadden de Fransen de Oostenrijkers over heel het slagveld overmeesterd en aartshertog Karel gaf bevel tot de terugtocht. Kollowrat moest zijn commando neerleggen.
Na 1809 vocht Kolowrat niet meer, maar hij werd wel veldmaarschalk op 12 september 1809. In 1813 werd hij ziek.
- Gemeinsame Normdatei: 136409253
- International Standard Name Identifier: 0000 0000 5768 773X
- Nationale Bibliotheek van Tsjechië: jo2013773735
- Virtual International Authority File: 80757945
- WorldCat: E39PBJhCG8tmx4jqBJ64RBP4v3